# Seingbouse
Seingbouse – miejscowość i gmina we Francji, w regionie Grand Est, w departamencie Mozela.
Według danych na rok 1990 gminę zamieszkiwało 1717 osób, a gęstość zaludnienia wynosiła 213 osób/km² (wśród 2335 gmin Lotaryngii Seingbouse plasuje się na 250. miejscu pod względem liczby ludności, natomiast pod względem powierzchni na miejscu 744.).